# Gabrielle d'Estrées
Pour les articles homonymes, voir Estrées.

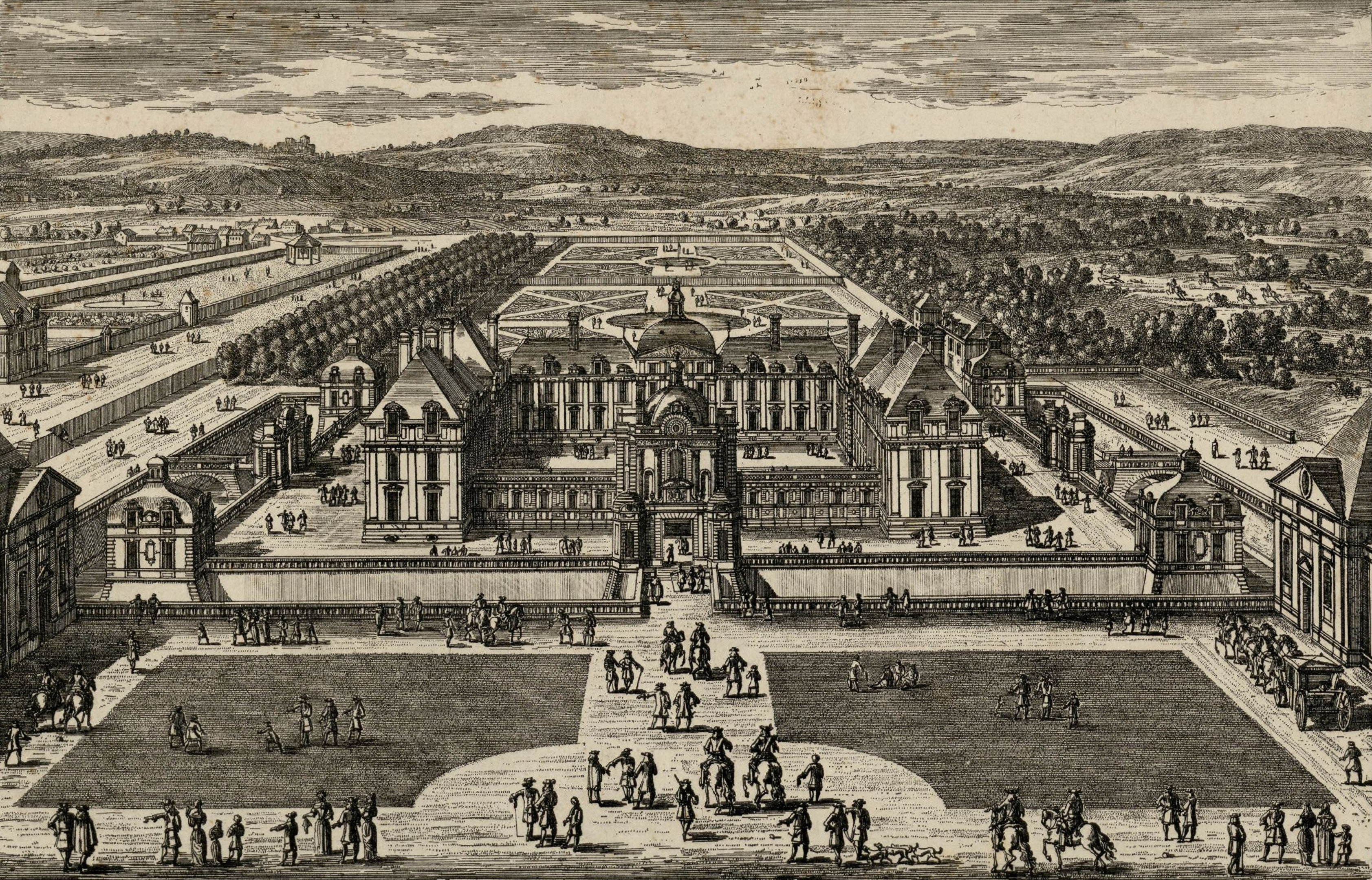
Le château royal de Montceaux les Meaux à son époque de gloire.

Gabrielle d'Estrées (\detʁe\), née au château de Cœuvres en 1573, et morte à Paris dans la nuit du 9 au 10 avril 1599, est la maîtresse et favorite d’Henri IV de 1591 jusqu'à sa mort.

## Biographie
Gabrielle d’Estrées est la fille d'Antoine d'Estrées, baron de Boulonnois, vicomte de Soissons et Bersy, marquis de Cœuvres, Gouverneur de l'Île de France (grand-maître de l'artillerie sur une très courte période en 1596), et de Françoise Babou de La Bourdaisière, qui donne naissance à onze enfants dont sept filles, que la marquise de Sévigné immortalisera dans ses lettres comme étant les « sept péchés capitaux ». 
En novembre 1590, le siège de Paris s'étirant en longueur[réf. nécessaire], Roger de Bellegarde, grand écuyer de France et ancien mignon d'Henri III, parle élogieusement de Gabrielle d'Estrées, sa maîtresse, au roi. Le couple part alors au château de Cœuvres où habite Gabrielle. Henri IV conçoit pour elle une vive passion. Selon la légende, Gabrielle résiste plus de six mois à ce monarque sentant fort « de l'ail et du gousset », mais finit par lui céder. 
Le 8 juin 1592, Henri IV la marie par souci des conventions à Nicolas d'Amerval (1558-1600) ; sire de Liancourt, Cerfontaines, Mézières et d'Amerval, puis de Falvy-sur-Somme par acquisition avec l'aide du roi, baron de Benais, gentilhomme de la Chambre et gouverneur de Chauny, époux en premières noces en janvier 1591 d'Anne (1565-1591), fille de François le Jeune Gouffier de Crèvecœur). Puis Henri IV demande que le mariage soit déclaré nul afin que Gabrielle retrouve sa liberté (la nullité fut déclaré le 7 janvier 1595, en invoquant l'impuissance de Nicolas d'Amerval, qui eut pourtant une postérité). Il l'appelle à la cour, crée pour elle le duché de Beaufort en 1597, et comble d'honneurs tous ses parents. 
Elle reçoit d'Henri IV en mars 1596 le château royal de Montceaux-lès-Meaux avec le titre de marquise de Montceaux, puis celui de duchesse de Beaufort en juillet 1597. La jeune femme restera profondément marquée par la haine que lui porte le petit peuple qui l'a déjà surnommée « la duchesse d'Ordures ». Henri IV vient fréquemment la rejoindre en son château, et elle y poursuit les travaux d'embellissement engagés par Catherine de Médicis en construisant de nouveaux bâtiments, notamment les quatre pavillons d'angle.
Le projet de mariage qu'entretient Gabrielle d'Estrées avec Henri IV est freiné par le pape Clément VIII et par son légat Alexandre de Médicis, ce dernier souhaitant que le roi épouse sa cousine Marie de Médicis. Le pape tarde à annuler le mariage d'Henri IV avec Marguerite de Valois, son épouse depuis 1572, qui vit séparée de lui de longue date. Le 23 février 1599 lors d'une fête au palais du Louvre, le roi annonce publiquement son intention d'épouser Gabrielle en lui offrant l'anneau de son sacre. « La presque reine » est détestée aussi bien par le peuple parisien acquis aux Guise ultra-catholiques que par l'aristocratie à cause de ses nombreuses dépenses (robes, bijoux, hôtel de Schomberg en face du Louvre). Elle est l'objet de nombreux pamphlets.
La mort inattendue de la favorite du roi met un terme au problème. Enceinte de quatre mois du quatrième enfant d'Henri IV, elle est prise de convulsions douloureuses le 8 après avoir dîné le 7 avril chez le financier Sébastien Zamet qui lui offrit comme rafraîchissement un citron givré, douleurs qui deviennent atroces les 9 et 10 avril 1599 (jour de sa mort). Les témoins racontent que son visage révulsé noircit au point de la rendre totalement méconnaissable (son aspect est tel que l'entourage du roi l'arrête à Villejuif alors qu'il accourt pour la voir de Fontainebleau, où il séjourne, afin de lui éviter un spectacle si horrible) et qu'elle souffre de douleurs épigastriques (signe de Chaussier évoquant une hypertension artérielle ?), ce qui a fait naître le soupçon d'un empoisonnement par le citron dans lequel la substance nocive aurait été introduite. Mais l'hypothèse la plus probable est qu'elle aurait été victime  d'éclampsie,, l'éclampsie toxique (intoxication par un taux élevé d'albumine dans les urines, pathologie de la femme enceinte se traduisant par une forte hypertension, allant jusqu'à des convulsions) ayant tous les symptômes de l'empoisonnement. On expulsa de son ventre l'enfant mort-né dont elle était enceinte. Ses obsèques sont célébrées dans l'église Saint-Germain-l'Auxerrois avec les honneurs liés à son rang. Elle est enterrée dans le chœur de l'église de l'abbaye de Maubuisson, dirigée par sa sœur Angélique d'Estrées.
Après sa mort, Henri IV rachète le domaine à ses héritiers et l'offre à Marie de Médicis à l'occasion de la naissance du futur Louis XIII.

## Descendance
Henri IV et Gabrielle d'Estrées ont eu :

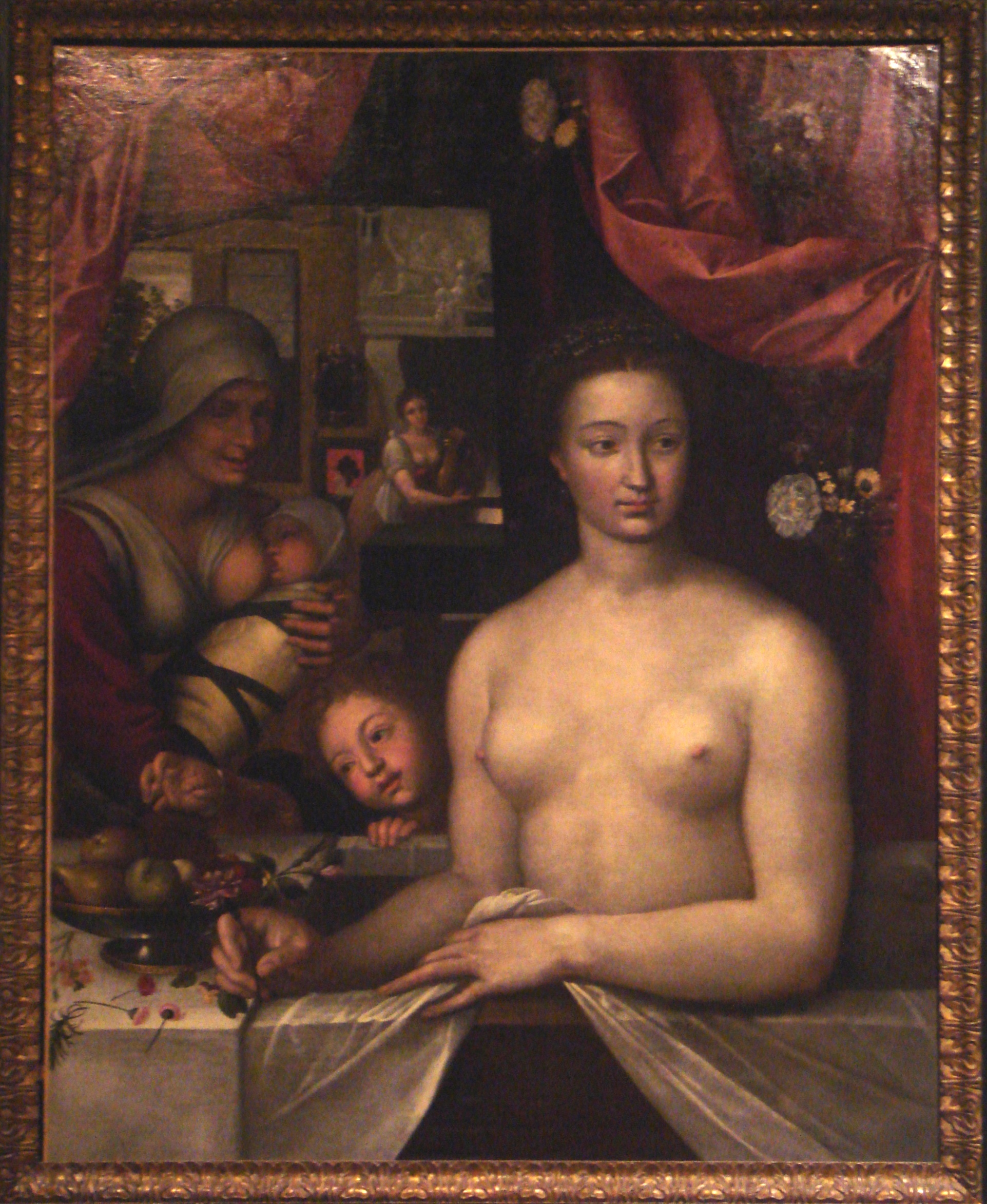
La Dame au bain, portrait présumé de Gabrielle, son enfant César et son nourrisson Alexandre, 1er quart du XVIIe siècle, musée Condé.

- César (7 juin 1594 à Coucy – 1665), duc de Vendôme, marié en 1609 à Françoise de Lorraine-Mercœur ;
- Catherine-Henriette (11 novembre 1596 à Rouen – 1663), dite « Mademoiselle de Vendôme », mariée à Charles II de Lorraine, duc d'Elbeuf et comte d'Harcourt ;
- Alexandre (19 avril 1598 à Nantes – 8 février 1629), dit le « Chevalier de Vendôme. »

## Portrait

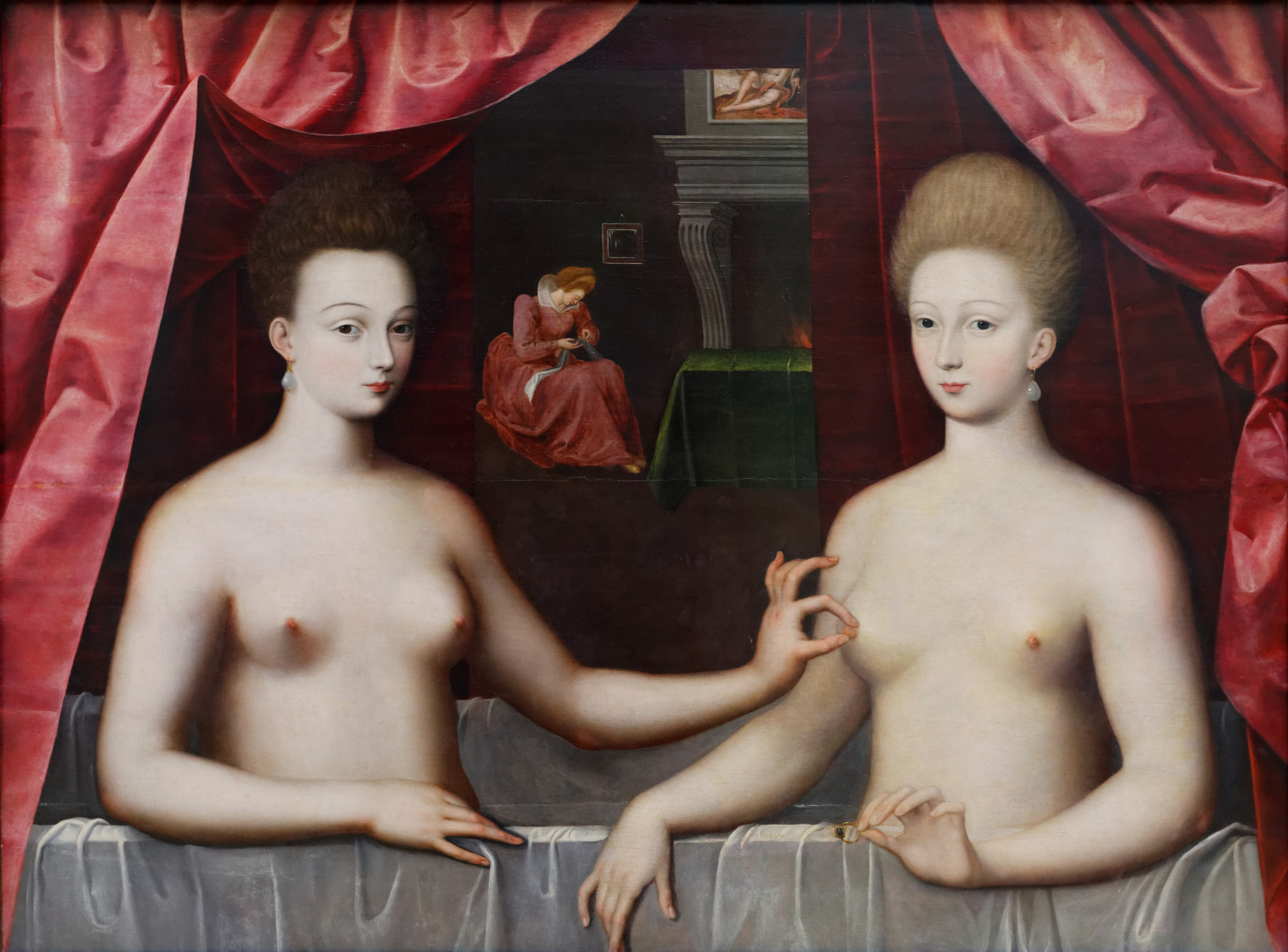
Portrait présumé Gabrielle d'Estrées et une de ses sœurs, peint autour de 1600 par un auteur inconnu.

Gabrielle d’Estrées, la « presque reine », « blonde, dorée, d’une taille admirable, d'un teint d’une blancheur éclatante » (Mademoiselle de Guise), « blonde aux yeux bleus, aux sourcils admirablement dessinés, avenante et potelée » (François Bluche), « belle mignonne un peu fade et sans trop d’esprit » (Jean-Pierre Babelon), a, du fait même de son destin tragique dans lequel certains ont voulu voir un empoisonnement voire la main du démon, fasciné tant ses contemporains que la postérité. Ainsi Agrippa d'Aubigné, pourtant généralement avare de compliments, salue en elle celle qui pousse le roi à rédiger et signer l’édit de Nantes : « C’est une merveille, comment cette femme de laquelle l’extrême beauté ne sentait rien de lascif, a pu vivre en reine plutôt qu’en concubine tant d’années et avec si peu d’ennemis. Les nécessités de l’État furent ses seules ennemies. »
Jules Michelet, qui a examiné son portrait au crayon par Daniel Dumonstier au cabinet des Estampes de la Bibliothèque nationale de France, la décrit ainsi : « Elle est étonnamment blanche et délicate, imperceptiblement rosée. L’œil a une indécision, une vaghezza qui dut ravir et qui pourtant ne rassure pas. »

### Regards des contemporains
Au lendemain de sa mort, Henri IV écrit : « Mon affliction est aussi incomparable que l'était le sujet qui me la donne. Les regrets et les plaintes m'accompagneront jusqu'au tombeau. La racine de mon cœur est morte et ne rejettera plus... »
La belle Gabrielle a droit à des funérailles royales. Le roi porte le deuil en s'habillant tout de noir, ce qui n'était pas permis aux rois de France, qui portaient le deuil en violet.

### Littérature
- Auguste Maquet,  La belle Gabrielle, 1854-1855.

### Représentations au cinéma et à la télévision
- 2010 : Dans le film Henri 4 de Jo Baier, elle est interprétée par l'actrice française Chloé Stefani.
- 2019 : Dans la saison 3 de La Guerre des trônes, la véritable histoire de l'Europe, elle est interprétée par l'actrice française Valentine Caille[17].